# خانه مسکونی علیزاده
خانه مسکونی علیزاده مربوط به دوره پهلوی است و در مشهد، خیابان شهید رجایی، کوچه شوکت الدوله، پلاک ۴ واقع شده و این اثر در تاریخ ۱۱ مرداد ۱۳۸۴ با شمارهٔ ثبت ۱۲۳۸۵ به‌عنوان یکی از آثار ملی ایران به ثبت رسیده است.